# Michał Piotrowski
Michał Piotrowski (* 7. Juli 1981) ist ein polnischer Eishockeyspieler, der seit 2007 bei KS Cracovia in der Ekstraliga unter Vertrag steht.  

## Karriere
Michał Piotrowski begann seine Karriere als Eishockeyspieler bei Podhale Nowy Targ, für dessen Profimannschaft er von 1999 bis 2001 in der Ekstraliga, der höchsten polnischen Spielklasse, aktiv war. Anschließend verbrachte der Flügelspieler ein Jahr lang in der Juniorenliga North American Hockey League bei den Springfield Jr. Blues sowie den Capital Centre Pride. Daraufhin kehrte er in seine polnische Heimat zurück, in der er je eine Spielzeit bei seinem Ex-Klub Podhale Nowy Targ sowie Stoczniowiec Gdańsk verbrachte. In der Saison 2004/05 lief er für die Ducs d’Angers in der französischen Ligue Magnus auf. In der Saison 2005/06 wurde er mit KS Cracovia erstmals Polnischer Meister. Die folgende Spielzeit begann er bei Podhale Nowy Targ, ehe er kurz vor Saisonende zu KS Cracovia zurückkehrte. Mit Cracovia gewann er in den Jahren 2008, 2009 und 2011 erneut den polnischen Meistertitel. 

### International
Für Polen nahm Piotrowski im Juniorenbereich an der U18-Junioren-Weltmeisterschaft der Division I 1999 sowie den U20-Junioren-Weltmeisterschaften der Division I 1999, 2000 und 2001 teil. Im Seniorenbereich stand er im Aufgebot seines Landes bei den Weltmeisterschaften der Division I 2005, 2006 und 2008.

## Erfolge und Auszeichnungen
- 2006 Polnischer Meister mit KS Cracovia
- 2008 Polnischer Meister mit KS Cracovia
- 2009 Polnischer Meister mit KS Cracovia
- 2011 Polnischer Meister mit KS Cracovia